# Modjo
A Modjo egy francia house duó melynek tagjai Romain Tranchart (1976. június 9.) producer, és Yann Destagno a.k.a. Yann Destal énekes (1978. július 14.) Legnagyobb slágerük a Lady (Hear Me Tonight) cím dal által lettek ismertek.

## Biográfia
Romain Tranchart családjával Algériában, majd Mexikóban élt, végül Brazíliában kötöttek ki, ahol gitározni tanult, és jazz klasszikusokat játszott.
A 90-es évek végén a house zene rajongója lett, így olyan előadók inspirálták, mint DJ Sneak, Ian Pooley, és a Daft Punk. 1998-ban megjelent első Funk Legacy című daluk, mely a Vertigo Records kiadó által megjelentetett What You're Gonna Do Baby című albumon szerepelt, majd később a párizsi Modern Music Shool zeneiskolában tanult.
Yann gyermekkorát Párizsban élte, ahol fuvolán és klarinéton tanult. Őt olyan művészek befolyásolták, mint a Beach Boys, David Bowie, majd később dobolni tanult, de próbálkozott zongorán és gitáron is. Később dalszövegeket is írt, és olyan együtteseket kezdett el kedvelni, mint az Aerosmith, a The Police, vagy a Queen. Az utóbbi időben az R&B stílus női előadóit kedvelte meg igazán.
A tagok először 1998-ban találkoztak, majd megszületett a duó, melynek első slágere a Lady (Hear Me Tonight) az amerikai diszkó csapat Chic Soup For One című slágerének hangmintáiból származik. A második kislemez a Chillin' volt, majd a What I Mean jelent meg, mely mérsékelt siker volt a slágerlistákon, az első debütáló kislemez sikert nem sikerült felülmúlnia.
A "No More Tears" után a csapattagok szólókarrierbe kezdtek. Romain Tranchart különböző művészekkel kezdett el dolgozni, mint Res, Shaggy, vagy Mylène Farmer. Yann Destal egy Queen-esque albumon jelentetett meg, mely Franciaországban sikeres volt.

## Diszkográfia

### Albumok
| Cím   | Album megjelenés                                                            | Slágerlistás helyezések | Slágerlistás helyezések | Slágerlistás helyezések | Slágerlistás helyezések | Slágerlistás helyezések |
| Cím   | Album megjelenés                                                            | FRA                     | AUT                     | FIN                     | GER                     | SWI                     |
| ----- | --------------------------------------------------------------------------- | ----------------------- | ----------------------- | ----------------------- | ----------------------- | ----------------------- |
| Modjo | - Megjelent: 2001. szeptember 18. - Kiadó: Universal - Formátum: CD, LP, MC | 21                      | 41                      | 39                      | 30                      | 13                      |

### Kislemezek
| "Lady (Hear Me Tonight)"                                              | 2000 | 7  | 10 | 5  | 2  | 4  | 8  | 1  | 1  | 81 | - SNEP: Arany - ARIA: Arany - BEA: Arany - BPI: Platina - BVMI: Arany - IFPI SWI: Platina | Modjo |
| "Chillin'"                                                            | 2001 | 44 | 35 | 34 | 38 | 41 | 26 | 10 | 12 | —  |                                                                                           | Modjo |
| "What I Mean"                                                         | 2001 | 88 | —  | 52 | 67 | 58 | —  | 17 | 59 | —  |                                                                                           | Modjo |
| "No More Tears"                                                       | 2002 | —  | 85 | 60 | —  | —  | —  | 91 | —  | —  |                                                                                           | Modjo |
| "On Fire"                                                             | 2002 | —  | —  | —  | —  | —  | —  | —  | —  | —  |                                                                                           | Modjo |
| "—" nem volt slágerlistás helyezés, vagy nem jelent meg az országban. |      |    |    |    |    |    |    |    |    |    |                                                                                           |       |